# Mondreville (Yvelines)
Pour les articles homonymes, voir Mondreville.
Mondreville est une commune française située dans le département des Yvelines en région Île-de-France.

## Géographie

### Situation
La commune de Mondreville se trouve à 16 km environ au sud-ouest de Mantes-la-Jolie dans le plateau du Mantois. C'est une des plus petites communes des Yvelines.
Le territoire, sans relief marqué, est essentiellement rural et consacré à la grande culture de céréales et de protéagineux. L'habitat est groupé dans le bourg de Mondreville et dans le hameau de la Noue à l'ouest.
Les communes limitrophes sont Gilles, Le Mesnil-Simon, Flins-Neuve-Église, Longnes et Tilly.

### Hameaux de la commune
Le hameau de la Noue, à l'ouest du bourg.

### Communes limitrophes
Les communes sont Longnes au nord-est, Flins-Neuve-Église à l'est, Tilly au sud-est, Le Mesnil-Simon au sud et Gilles à l'ouest.

### Transports et voies de communications

#### Réseau routier
Les communications sont assurées principalement par la route départementale 928 reliant Mantes-la-Jolie à Anet.

### Climat
Pour des articles plus généraux, voir Climat de l'Île-de-France et Climat des Yvelines.
En 2010, le climat de la commune est de type climat océanique dégradé des plaines du Centre et du Nord, selon une étude du CNRS s'appuyant sur une série de données couvrant la période 1971-2000. En 2020, Météo-France publie une typologie des climats de la France métropolitaine dans laquelle la commune est exposée à un climat océanique et est dans la région climatique Sud-ouest du bassin Parisien, caractérisée par une faible pluviométrie, notamment au printemps (120 à 150 mm) et un hiver froid (3,5 °C).
Pour la période 1971-2000, la température annuelle moyenne est de 10,8 °C, avec une amplitude thermique annuelle de 14,4 °C. Le cumul annuel moyen de précipitations est de 653 mm, avec 11,1 jours de précipitations en janvier et 8,2 jours en juillet. Pour la période 1991-2020, la température moyenne annuelle observée sur la station météorologique la plus proche, située sur la commune de Magnanville à 12 km à vol d'oiseau, est de 11,6 °C et le cumul annuel moyen de précipitations est de 641,5 mm,. Pour l'avenir, les paramètres climatiques de la commune estimés pour 2050 selon différents scénarios d'émission de gaz à effet de serre sont consultables sur un site dédié publié par Météo-France en novembre 2022.

## Urbanisme

### Typologie
Au 1er janvier 2024, Mondreville est catégorisée commune rurale à habitat dispersé, selon la nouvelle grille communale de densité à sept niveaux définie par l'Insee en 2022.
Elle est située hors unité urbaine. Par ailleurs la commune fait partie de l'aire d'attraction de Paris, dont elle est une commune de la couronne,. Cette aire regroupe 1 929 communes,.

### Occupation des solssimplifiée
Le territoire de la commune se compose en 2017 de 93,65 % d'espaces agricoles, forestiers et naturels, 2,71 % d'espaces ouverts artificialisés et 3,63 % d'espaces construits artificialisés.

## Toponymie
Le nom de la localité est attesté sous la forme Mondrevilla au XIIIe siècle.
Il s'agit d'une formation toponymique médiévale en -ville au sens ancien de « domaine rural », dont le premier élément représente un anthroponyme selon le cas général.
Mondre- représenterait le nom de personne germanique Mondricus, Munderich, mais non attesté sur le territoire de l'ancienne Gaule.

## Histoire
Le site est très anciennement occupé ainsi qu'en témoignent les vestiges de l'époque néolithique qui y ont été retrouvés.
Le village a été incendié par les Anglais en 1188[réf. nécessaire].

## Politique et administration

### Les maires de Mondreville
| Période                                  | Période  | Identité          | Étiquette | Qualité |
| ---------------------------------------- | -------- | ----------------- | --------- | ------- |
| Les données manquantes sont à compléter. |          |                   |           |         |
| mars 1995                                | 2001     | Georges Lemonnier |           |         |
| mars 2001                                | 2008     | Georges Lemonnier |           |         |
| mars 2008                                | 2020     | Jacques Bazire    |           |         |
| 2020                                     | En cours | Géraud Collet     |           |         |

### Instances administratives et judiciaires
La commune de Mondreville appartient au canton de Houdan et est rattachée à la communauté de communes du pays Houdanais.
Sur le plan électoral, la commune est rattachée à la neuvième circonscription des Yvelines, circonscription à dominante rurale du nord-ouest des Yvelines.
Sur le plan judiciaire, Mondreville fait partie de la juridiction d’instance de Mantes-la-Jolie et, comme toutes les communes des Yvelines, dépend du tribunal de grande instance ainsi que de tribunal de commerce sis à Versailles,.

## Population et société

### Démographie

#### Évolution démographique
L'évolution du nombre d'habitants est connue à travers les recensements de la population effectués dans la commune depuis 1793. Pour les communes de moins de 10 000 habitants, une enquête de recensement portant sur toute la population est réalisée tous les cinq ans, les populations de référence des années intermédiaires étant quant à elles estimées par interpolation ou extrapolation. Pour la commune, le premier recensement exhaustif entrant dans le cadre du nouveau dispositif a été réalisé en 2007.

En 2022, la commune comptait 390 habitants, en évolution de −3,94 % par rapport à 2016 (Yvelines : +2,72 %, France hors Mayotte : +2,11 %).
| 1793 | 1800 | 1806 | 1821 | 1831 | 1836 | 1841 | 1846 | 1851 |
| ---- | ---- | ---- | ---- | ---- | ---- | ---- | ---- | ---- |
| 209  | 216  | 257  | 197  | 198  | 169  | 206  | 214  | 197  |

| 1856 | 1861 | 1866 | 1872 | 1876 | 1881 | 1886 | 1891 | 1896 |
| ---- | ---- | ---- | ---- | ---- | ---- | ---- | ---- | ---- |
| 183  | 178  | 171  | 181  | 162  | 151  | 150  | 147  | 156  |

| 1901 | 1906 | 1911 | 1921 | 1926 | 1931 | 1936 | 1946 | 1954 |
| ---- | ---- | ---- | ---- | ---- | ---- | ---- | ---- | ---- |
| 147  | 145  | 110  | 79   | 98   | 80   | 85   | 104  | 92   |

| 1962 | 1968 | 1975 | 1982 | 1990 | 1999 | 2006 | 2007 | 2012 |
| ---- | ---- | ---- | ---- | ---- | ---- | ---- | ---- | ---- |
| 91   | 98   | 132  | 131  | 330  | 348  | 356  | 357  | 403  |

| 2017 | 2022 | - | - | - | - | - | - | - |
| ---- | ---- | - | - | - | - | - | - | - |
| 406  | 390  | - | - | - | - | - | - | - |

#### Pyramide des âges
En 2018, le taux de personnes d'un âge inférieur à 30 ans s'élève à 39,3 %, soit au-dessus de la moyenne départementale (38 %). À l'inverse, le taux de personnes d'âge supérieur à 60 ans est de 20,3 % la même année, alors qu'il est de 21,7 % au niveau départemental.
En 2018, la commune comptait 201 hommes pour 207 femmes, soit un taux de 50,74 % de femmes, légèrement inférieur au taux départemental (51,32 %).
Les pyramides des âges de la commune et du département s'établissent comme suit.
| Hommes | Classe d’âge | Femmes |
| ------ | ------------ | ------ |
| 0,0    | 90 ou +      | 0,0    |
| 3,0    | 75-89 ans    | 4,4    |
| 16,6   | 60-74 ans    | 16,6   |
| 19,0   | 45-59 ans    | 19,4   |
| 21,0   | 30-44 ans    | 21,3   |
| 19,5   | 15-29 ans    | 16,0   |
| 20,9   | 0-14 ans     | 22,3   |

| Hommes | Classe d’âge | Femmes |
| ------ | ------------ | ------ |
| 0,6    | 90 ou +      | 1,4    |
| 6      | 75-89 ans    | 7,8    |
| 13,5   | 60-74 ans    | 14,8   |
| 20,7   | 45-59 ans    | 20,1   |
| 19,6   | 30-44 ans    | 19,9   |
| 18,5   | 15-29 ans    | 16,8   |
| 21,2   | 0-14 ans     | 19,2   |

### Enseignement
L'école de Mondreville fonctionne en regroupement pédagogique avec l'école de Tilly depuis 1999.

## Économie
- Agriculture : grande culture céréalière.
- Commune résidentielle.

## Culture locale et patrimoine

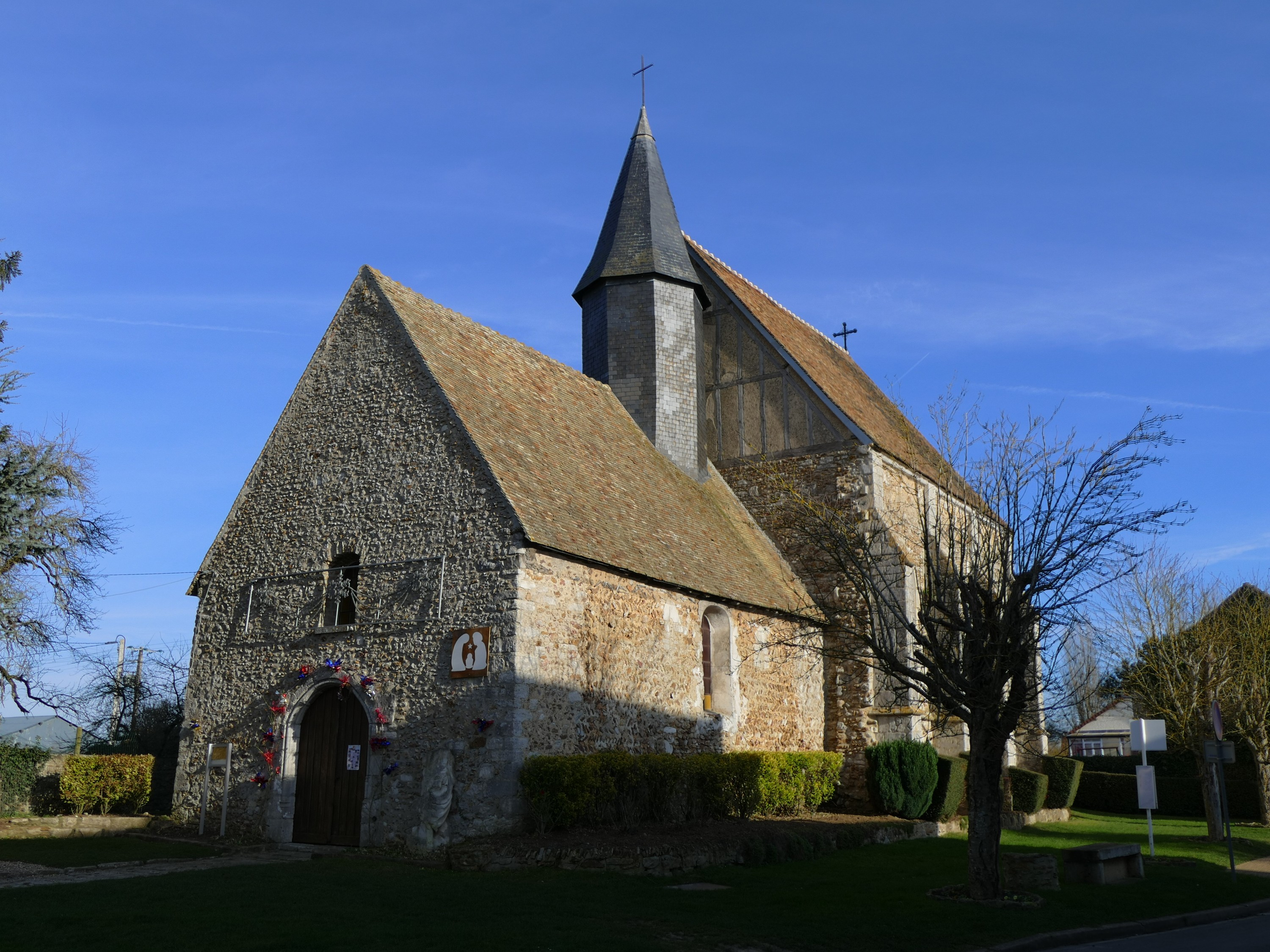
L'église Saint-Christophe.

### Lieux et monuments
- L'église Saint-Christophe.

Monument composite constitué d'une nef romane du XIIe siècle et d'un chœur gothique plus imposant datant des XVe et XVIe siècles.